# Emily Matson
Emily Matson  (Erie, Pensilvania, 21 de febrero de 1981-Pensilvania, 11 de diciembre de 2023) fue una periodista, productora, reportera y presentadora estadounidense.

## Biografía
Hija de Patricia y Thomas Matson.
Estudió en la Escuela Preparatoria Mercyhurst, realizó su licenciatura en comunicaciones y tecnología de medios en la  Universidad de Pittsburg.
Fue becaria en WJET-TV en el 2000 y luego se incorporó al equipo de WICU-TV canal televisivo afiliado a la NBC, donde estuvo durante 19 años. Fue presentadora televisiva del programa: “Erie News Now”.
Galardonada dos veces con el premio a las Noticias Destacadas por parte de la Asociación de Locutores de Pensilvania.

## Vida privada
Contrajo matrimonio con el policía Ryan Onderko, fue madre de Kyle y Emily Onderko.
Matson falleció el 11 de diciembre de 2023 a los 42 años, atropellada por un tren en Fairviewen, el forense determinó que la causa de la muerte fue un suicidio, Pensilvania, Estados Unidos.